# Prinzregententheater
Il Prinzregententheater (in tedesco "teatro del principe reggente") è un teatro d'opera costruito in stile Art Nouveau a Monaco di Baviera nel quartiere di Bogenhausen.
Il teatro è dedicato al Principe Reggente Luitpold e si trova nella piazza Prinzregentenplatz.
Fu iniziato da Ernst von Possart come teatro di festival di Richard Wagner con Luitpold di Baviera.
L'architetto fu Max Littmann. L'inaugurazione ebbe luogo il 21 agosto 1901 con  "Die Meistersinger von Nürnberg" di Richard Wagner.
Nel 1906 avviene la prima assoluta di Das Christ-Elflein di Hans Pfitzner con Elisabeth Rethberg e nel 1917 di Palestrina, sempre di Pfitzner.
Dopo i danni subiti nella seconda guerra mondiale dal Nationaltheater diventa sede della Bayerische Staatsoper dal 1944 al 1963.
Fra le prime rappresentazioni che hanno avuto luogo nel teatro sono da ricordare nel 1948 la prima di Abraxas di Werner Egk e nel 1957 di Die Harmonie der Welt di Paul Hindemith.
Il 10 novembre 1996 viene riaperto con Tristan und Isolde di Richard Wagner con Hildegard Behrens, Ernst Haefliger ed Alan Titus e nel 1997 avviene la prima assoluta di Helle Nächte di Moritz Eggert.

## Galleria d'immagini

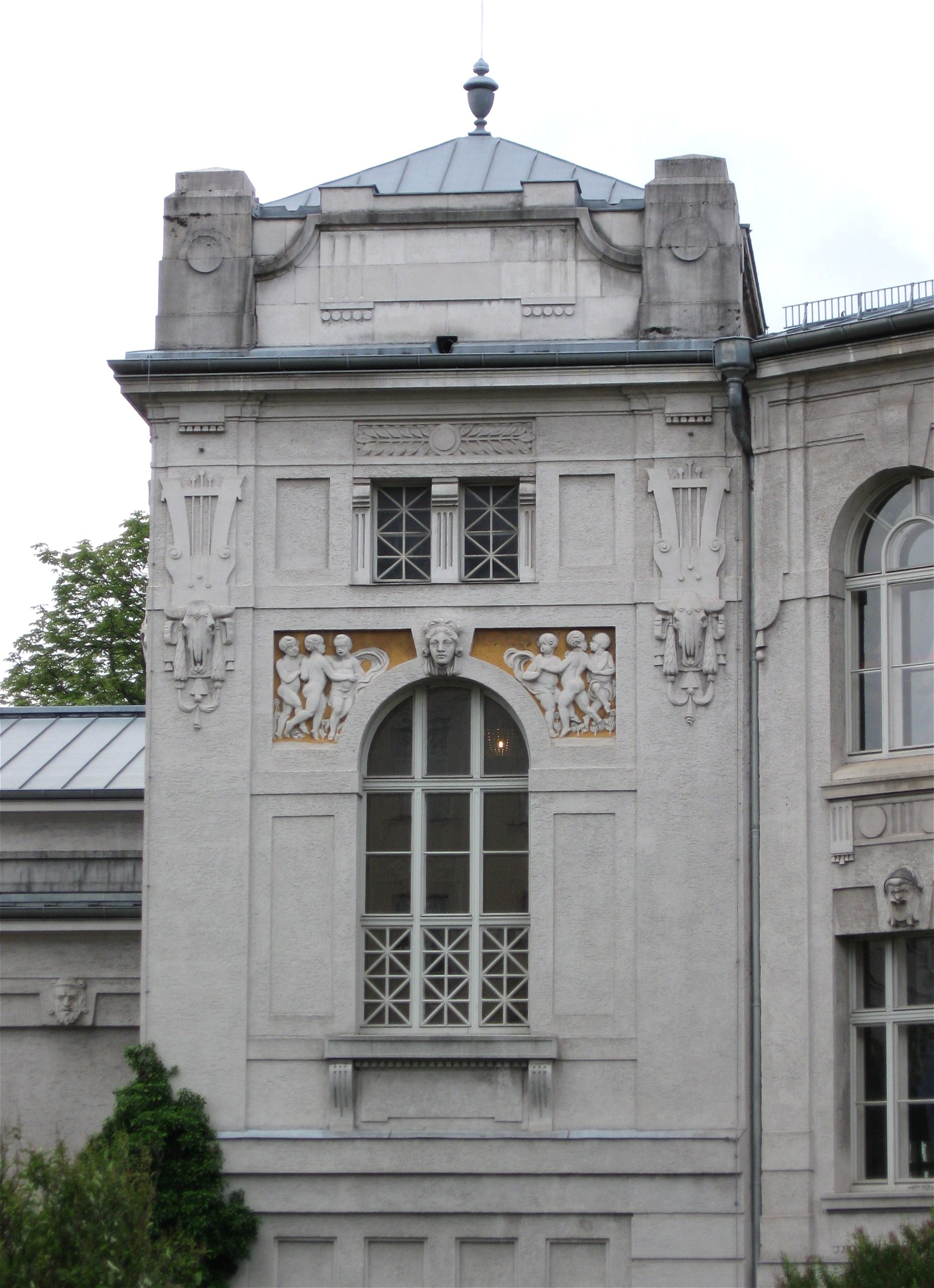
Dettaglio
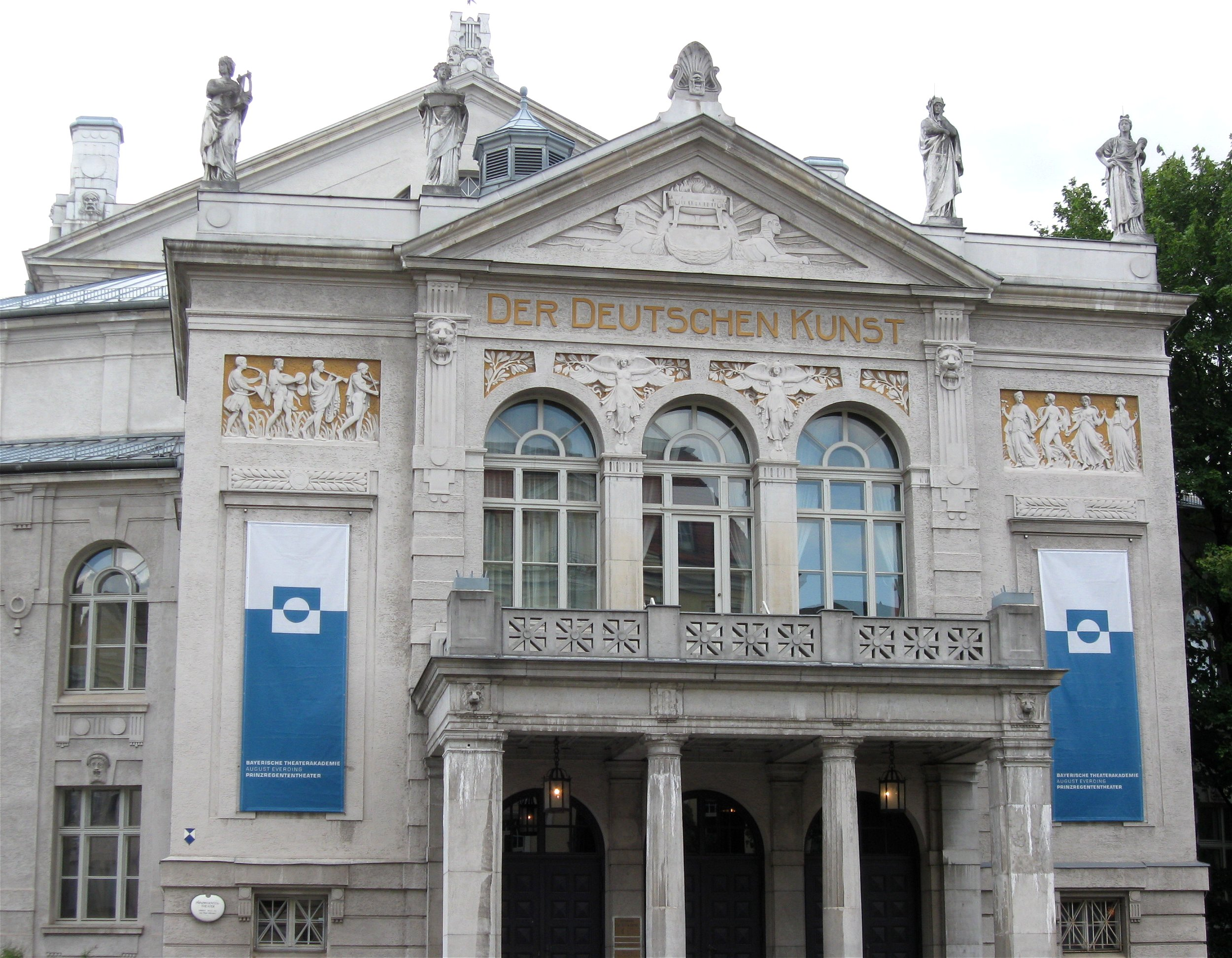
Facciata principale
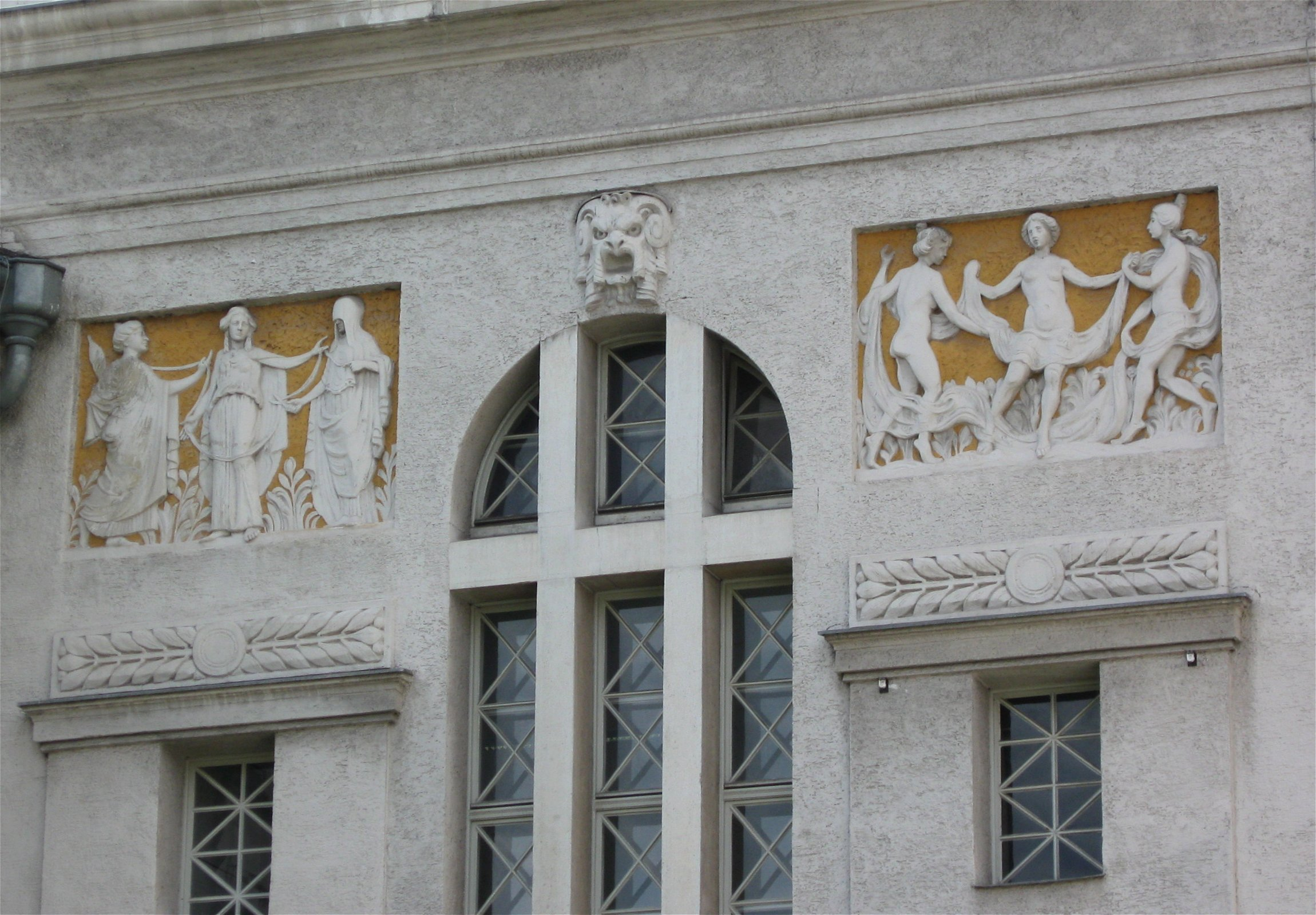
Elementi decorativi Art Nouveau sulla facciata
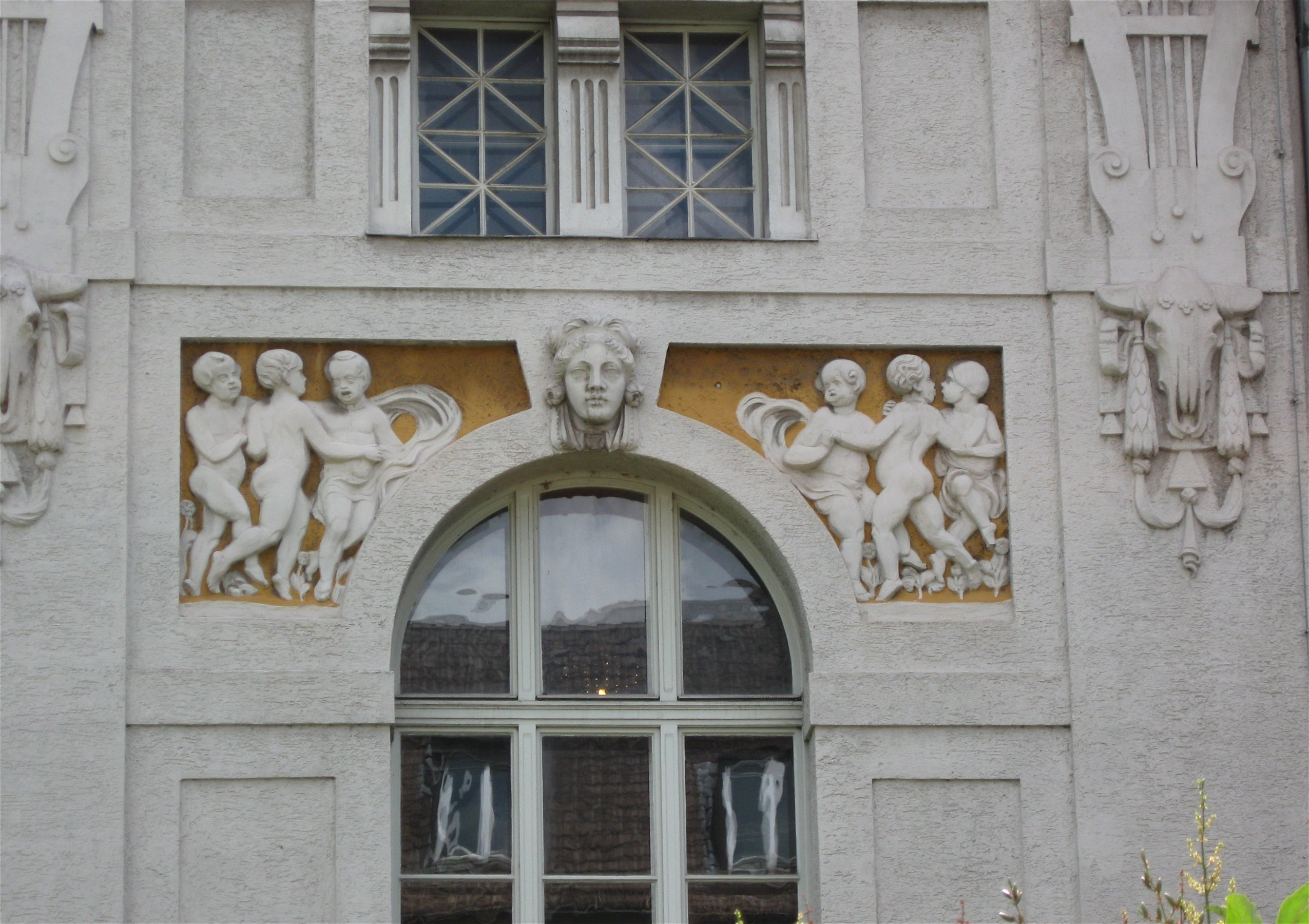
Elementi decorativi Art Nouveau sulla facciata